# Deltentosteus
Genre
Deltentosteus est un genre de poissons de la famille des Gobiidae. Il contient 2 espèces seulement.

## Liste des espèces
Selon ITIS (17 déc. 2015) et World Register of Marine Species (17 déc. 2015) :
- Deltentosteus collonianus (Risso, 1820)
- Deltentosteus quadrimaculatus (Valenciennes, 1837)